# Dendropanax sessiliflorus
Dendropanax sessiliflorus är en araliaväxtart som först beskrevs av Standl. och Albert Charles Smith, och fick sitt nu gällande namn av Albert Charles Smith. Dendropanax sessiliflorus ingår i släktet Dendropanax och familjen Araliaceae. Inga underarter finns listade.